# Henriettea aggregata
Henriettea aggregata är en tvåhjärtbladig växtart som först beskrevs av David Don, och fick sitt nu gällande namn av James Francis Macbride. Henriettea aggregata ingår i släktet Henriettea och familjen Melastomataceae. Inga underarter finns listade i Catalogue of Life.